# Ministerstvo obrany Ruska
Ministerstvo obrany Ruské federace (rusky Министерство обороны Российской Федерации, hovorově Минобороны – Minoborony) je ministerstvo obrany Ruska a jedno z ministerstev vlády Ruské federace.
Spolu s ministerstvy vnitra, zahraničí, spravedlnosti a reakce na mimořádné situace patří k pěti ministerstvům ruského kabinetu které podléhají přímo prezidentovi Ruska. Jeho ústředním úkolem je koncepce a realizace státní politiky v oblasti obrany státu. Povinnosti a pravomoci ministerstva obrany, stejně jako jeho vnitřní organizace, stanoví Statut Ministerstva obrany Ruské federace, který byl ve svém současném znění potvrzen prezidentským dekretem ze dne 16. srpna 2004.
Ministerstvu obrany jsou podřízeny veškeré ruské ozbrojené síly s výjimkou vnitřních sil (jako jsou speciální protiteroristické jednotky), spravovaných ministerstvem vnitra, respektive po roce 2016 také národní gardy, podřízené přímo prezidentovi. Hlavním orgánem zodpovědným v rámci ministerstva za řízení ozbrojených sil je Národní centrum řízení obrany. Ideologickou indoktrinaci a morální přípravu vojsk řídí Hlavní vojenská politická správa.

## Ministr obrany
V čele ministerstva stojí ministr obrany Ruské federace. Od května 2024 je jím Andrej Bělousov. K jeho předchůdcům patřili mj. Sergej Šojgu (2012–2024), Anatolij Serďukov (2007–2012), Sergej Ivanov (2001–2007), Igor Sergejev (1997–2001) a Pavel Gračov (1992–1996). Od dubna do května 1992 byl výkonem funkce ministra obrany pověřen tehdejší prezident Boris Jelcin.

Vlajka ministerstva obrany